# 聚乙酸菌属
聚乙酸菌属為梭菌目毛螺菌科的一属革兰氏阳性菌。弯杆。分离于用青储饲料喂养的公牛的瘤胃。此属的模式种和唯一种为瘤胃聚乙酸菌(Acetitomaculum ruminis)。

## 下属物种
- 瘤胃聚乙酸菌 Acetitomaculum ruminis Greening and Leedle 1995